# Del 40 al 1
Del 40 al 1 és un programa musical espanyol, emès en ràdio per Los 40.
En la seva edició diària, se solia emet de dilluns a divendres (de 13.00 a 14.00) en els quals ens donen a conèixer les cançons candidates a entrar en la llista; i els dissabtes al matí, l'edició clàssica (de 10.00 a 14.15), presentat per Tony Aguilar. En el programa es repassa la llista dels 40 èxits setmanals de l'emissora i es presenten les últimes novetats musicals candidates a entrar en la llista. A vegades, també es fan presentacions en primícia dels treballs discogràfics d'artistes amb gran repercussió mediàtica.
La seva versió televisiva, estrenada al setembre de 1990, va ser emesa inicialment per Canal+ i des de setembre de 1998 va ser emesa per LOS 40 TV. Presentat també per Tony Aguilar. Després del tancament de LOS40 TV en 2017 es va cancel·lar la versió televisiva del programa deixant únicament com a recurs visual del programa el streaming online del programa i el repàs de la llista a YouTube.

## Història
La versió radiofònica del programa els 40, va ser emesa inicialment per la Cadena SER en el període de 1966 a 1979 i portava el títol genèric Los 40 Principales. El 1979 es creen les primeres emissores exclusives de Los 40 Principales, que prenen el seu nom d'aquest programa de ràdio, passant el programa a designar-se fins a 1991, amb el títol genèric de Repaso a la lista.
Entre 1991 i 1995 es va denominar 40: Cuenta atrás, i va ser en 1995 quan va adoptar la seva denominació actual i el títol amb el qual va ser conegut des del principi en televisió, Del 40 al 1.
El 26 d'abril de 2014 va passar a dir-se Del 40 al 1 Coca-Cola com a part del patrocini de la cadena. Durant el 2019 es va produir una forta caiguda de l'audiència del programa.

## Presentadors històrics

### Ràdio
- Olimpia Torres[3]
- Ángel Carbajo[3]
- Joaquín Luqui
- José Antonio Abellán
- Juanma Ortega
- Tony Aguilar (1996-actualitat)
- Álvaro Reina (substitut)

### Televisió
- Fernandisco (1990-2000)
- Guillem Caballé (2000)
- Frank Blanco i Vanesa Romero (2001-2004)
- Sira Fernández (2001)
- Manuela Velasco (2002-2004)
- Tony Aguilar (2000, 2004-2017)

## Versions internacionals

### A l'Argentina
El programa va els dissabtes de 13.00 a 16.00 UTC-3 i és conduït actualment per Tina Leon, aquest és el rànquing de música més important de l'Argentina.

### A Xile
El programa va els diumenges de 12.00 a 14.00 (UTC -4) i és conduït radialment per Daniel Segòvia. Aquest és, juntament amb el Xile Top Singles, el rànquing de música més important de ràdio a Xile. La ràdio és, sinó la més escoltada al país, una de les més famoses i populars d'aquest.

### A Paraguai
El programa va de dilluns a divendres, en la seva edició diària, de 12.00 a 15.00 (UTC -3) i la versió ampliada els dissabtes de 9.00 a 13.00 (UTC -3) amb Fadua Huespe.

### A Colòmbia
Ha tingut presentadors com Andrés Muñoz Jaramillo, Alejandro Vargas (2005), Carlos Montoya (2006 - 2007), José Miguel Sanchéz (2008 - 2011), David Silva (2011 - 2012), Andrea Silva (2012 - 2013), Diego Sáenz (2013 - 2016), Sebastián Misas (2014 - 2015), Roberto Cardona (2016) i Alberto Marchena (2016 - 2018). Al setembre de 2010 fins a inicis de 2011 va tenir edició diària presentada de dilluns a divendres (19.00 - 20.00) i la seva edició completa els dissabtes (9.00 - 12.00), però per reestructuració es va decidir deixar únicament l'edició completa dels dies dissabtes. Actualment Del 40 al 1 és presentat per Heisel Mora, els dies dissabtes de 10.00 a 12.00 (UTC -5) 

### A Mèxic
Es transmet tots els dissabtes d'11.00 a 13.00 hrs. amb retransmissió els diumenges a les 11.00 hrs; va iniciar transmissions a la fi de 2002 quan la cadena Vox F.M. va passar a ser part d'en aquest llavors la cadena 'Els 40 Prinicipales' (avui LOS40) i inicialment era presentat per Julio César Ramírez (2002-2004) amb una edició completa fins a 2011 de 10.00 a 14.00 hrs. Anys més tard va ser presentat per Luis Osorio (2004-2012); anteriorment no es comptava amb una emissió en Domingo fins que va entrar a una nova etapa amb Karina Angulo i es va reduir a només 2 hores. Compten amb una edició especial a l'any on es presenten els 40 èxits més escoltats de l'any a Mèxic.

### A Panamà
El programa es transmet cada dissabte de 9.00 a 12.00 amb les 40 cançons de la llista dels èxits més escoltats a Panamà. La versió diària del programa, coneguda com 'El Repaso Diario', s'emet de dilluns a divendres de 19.00 a 20.00, amb resums de les posicions del comptatge emès cada dissabte. També es produeix diàriament 'El Extra' en el programa del matí Ya Párate, que consisteix en un extracte de cinc minuts amb dades actualitzades de la llista. A Panamà el programa és conduït per Arturo Lezman.

### A Costa Rica
El programa va de dilluns a divendres, en la seva edició diària, de 19.00 a 20.00 conduït per Jerling Vargas, i la versió cap de setmana els dissabtes de 9.00 a 12.00 amb Ernesto Romero.

### A República Dominicana
El programa va els dissabtes de 10.00 a 14.00, és conduït per Albert Hernández i Jessica Pérez. A més hi ha una versió diària del programa que es transmet de Dilluns a Divendres de 18.00 a 19.00, amb resums de les posicions i candidats a entrar en la llista.